# Diocesi di Kilfenora

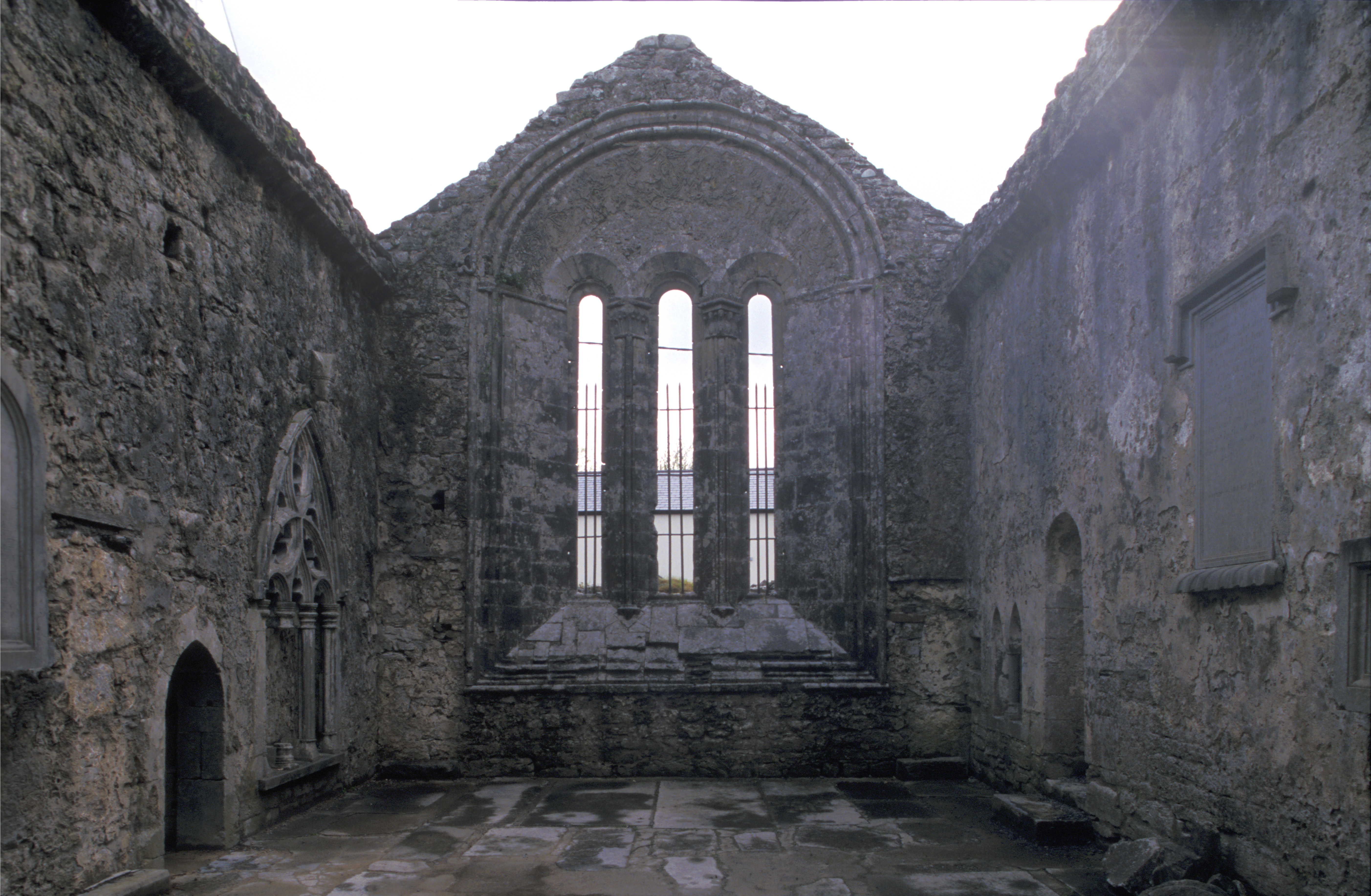
Rovine dell'antica cattedrale di San Fachnan.

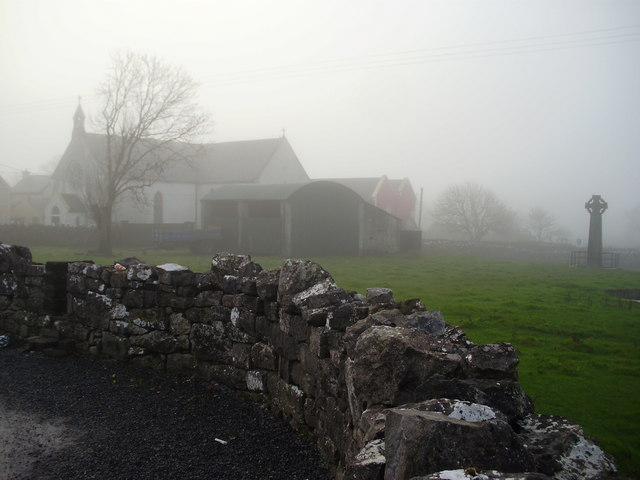
L'attuale chiesa parrocchiale di San Fachnan.

La diocesi di Kilfenora (in latino Dioecesis Fenaborensis) è una sede della Chiesa cattolica in Irlanda suffraganea dell'arcidiocesi di Cashel e Emly. È retta dall'amministratore apostolico Michael Gerard Duignan.

## Territorio
La diocesi comprende la parte settentrionale della contea irlandese di Clare.
Sede della diocesi è il villaggio di Kilfenora, in irlandese Cill Fhionnúrach, dove si trovano i resti dell'antica cattedrale, dedicata a san Fachnan. L'attuale chiesa parrocchiale, anch'essa dedicata al medesimo santo, non gode del titolo di cattedrale.
Il territorio è suddiviso in 6 parrocchie, che di fatto costituiscono uno dei 5 decanati della diocesi di Galway e Kilmacduagh: Ballyvaughan, Carron e New Quay, Ennistymon e Lahinch, Kilfenora, Liscannor e Moymore, Lisdoonvarna e Kilshanny.

## Storia
La diocesi di Kilfenora comprendeva per intero la baronia di Corcomroe, nome con il quale anche la diocesi era anticamente conosciuta. Le sue origini derivano dal monastero di Fenabore o Cellumabrach, fondato nel VII secolo da san Fachnan, che fu poi tradizionalmente ritenuto il primo vescovo della diocesi. Successivamente la sede fu retta da abati, che non erano necessariamente consacrati vescovi, come comunemente avveniva nel monachesimo irlandese.
La diocesi non è menzionata nel sinodo di Rathbreasail del 1111; la si ritrova invece nel sinodo di Kells del 1152, che la stabilì come suffraganea dell'arcidiocesi di Cashel.
Non si conosce nessun nome di vescovo prima della metà del XIII secolo. Molti dei vescovi fino al termine del Medioevo erano di origine irlandese, e non anglo-normanni, come molte delle diocesi dell'epoca. La prima menzione di un capitolo di canonici risale al 1264.
Dopo lo scisma anglicano voluto da Enrico VIII d'Inghilterra la diocesi visse un periodo di crisi e fu a lungo sede vacante dopo la morte di Joseph O'Neylan nel 1572.
Il 12 novembre 1750 Kilfenora fu unita alla diocesi di Kilmacduagh a causa della scarsità delle rendite di queste due sedi. A quest'epoca Kilfenora comprendeva solo 6 o 7 parrocchie e Kilmacduagh 8 o 9. Tuttavia, poiché la diocesi di Kilmacduagh apparteneva ad una provincia ecclesiastica diversa (quella di Tuam), non si poté giungere ad un'unione piena delle due sedi: perciò fu stabilito che alternativamente i vescovi portassero il titolo di Kilmacduagh e fossero amministratori apostolici di Kilfenora oppure portassero il titolo di Kilfenora e fossero amministratori apostolici di Kilmacduagh.
Si stima che nel 1834 la diocesi di Kilfenora avesse 36.135 fedeli. Nel 1861, a causa dell'emigrazione, la popolazione cattolica scese a 22.789 unità con 8 parrocchie.
Nel 1866 John McEvilly, vescovo di Galway, fu nominato amministratore apostolico delle diocesi unite di Kilfenora e Kilmacduagh.
Il 5 giugno 1883 in forza del breve Ecclesiae Tuamensis di papa Leone XIII, fu sciolta l'unione delle diocesi di Kilfenora e Kilmacduagh: quest'ultima fu unita a Galway, dando origine all'odierna diocesi, mentre Kilfenora fu data in amministrazione perpetua ai vescovi di Galway e Kilmacduagh (dall'11 febbraio 2022 unita in persona episcopi alla diocesi di Clonfert).

## Cronotassi dei vescovi
Si omettono i periodi di sede vacante non superiori ai 2 anni o non storicamente accertati.

### Vescovi di Kilfenora
- San Fachnan † (VII secolo)
- Anonimo † (menzionato nel 1172)
- F. † (menzionato nel 1205)
- John † (menzionato nel 1224)
- Christian † (? - prima di dicembre 1255 deceduto)
- Anonimo † (? - 28 febbraio 1264 deceduto)
- Maurice † (1265 - 1273 deceduto)
- Florence O'Tigernach, O.Cist. † (1273 - 1281 deceduto)
- Charles † (1281 - ?)
- Congall O'Loghlan † (? - 1300 deceduto)[3]
- Simon O'Currin † (? - prima di dicembre 1302 deceduto)
- Maurice O'Brien † (1303 - 1321 deceduto)
- Richard O'Loghlan † (1323 - 13 febbraio 1359 deceduto)
- Denis † (? - 1371 deceduto)
- Henry † (6 ottobre 1372 - ?)
- Cornelius † (? - circa 1389 deceduto)
- Patrick † (28 febbraio 1390 - dopo il 1394 deceduto)
- Felim O'Loghlan † (15 gennaio 1421 - ? deceduto)
- Fergall † (7 agosto 1433 - ?)
- Denis O'Conmhaigh † (17 novembre 1434 - ? deceduto)
- John Greny, C.R.S.A. † (19 marzo 1447 - ?)
- Denis O'Cahan † (? - 21 novembre 1491 dimesso)
- Maurice O'Brien † (13 dicembre 1491 - ? deceduto)
- Thierry †
- Maurice O'Kaillyd, O.F.M. † (6 novembre 1514 - dopo il 1523 deceduto)
- John O'Neylan, C.R.S.A. † (21 novembre 1541 - 1572 deceduto)
  - Sede vacante (1572-1647)
- Andrew Lynch † (11 marzo 1647 - 1673 deceduto)
  - Sede vacante (1673-1722)
- William O'Daly † (7 agosto 1722 - circa 1725 deceduto)
- James Augustine O'Daly, O.S.A. † (27 luglio 1726 - 20 agosto 1749 deceduto)

### Vescovi di Kilfenora e Kilmacduagh
- Peter Kilkelly, O.P. † (12 novembre 1750 - 1783 deceduto)
- Laurence Nihill, S.I. † (23 dicembre 1783 - 29 giugno 1795 deceduto)
- Edward Dillon † (29 giugno 1795 succeduto - 19 novembre 1798 nominato arcivescovo di Tuam)
- Nicholas Joseph Archdeacon † (31 maggio 1800 - 27 novembre 1823 deceduto)
- Edmond French, O.P. † (24 agosto 1824 - 14 luglio 1852 deceduto)
- Patrick Fallon † (28 gennaio 1853 - 1866 dimesso[4])
  - Sede vacante (1866-1883)[5]

### Vescovi di Kilfenora
- Sede amministrata dai vescovi di Galway e Kilmacduagh dal 1883

## Statistiche
I dati sono inclusi nelle statistiche della diocesi di Galway e Kilmacduagh.